# Borstendorf
Borstendorf is een dorp en voormalige gemeente in de Duitse deelstaat Saksen. De gemeente maakte deel uit van het Erzgebirgskreis. De gemeente was onderdeel van het "Verwaltungsverband Wildenstein" (samenwerkingsverbond tussen de gemeentes Grünhainichen, Borstendorf en Waldkirchen / Börnichen).
Borstendorf telt 1302 inwoners. Met ingang van 2015 is de vroegere gemeente opgegaan in de gemeente Grünhainichen.

## Geografie
De gemeente Borstendorf is een zogenoemde "Waldhufendorf". De westelijke gemeentegrens wordt gevormd door de rivier de "Flöha". Vanaf hier, met een hoogte van circa 330 m NN, strekt het dorp zich uit tot aan de oostelijke grens op een hoogte van circa 500 m NN. Aan de oostkant van Borstendorf ligt het "Röthenbacher Wald"
Borstendorf grenst in het noordwesten en noorden aan "Leubsdorf", in het noordoosten aan "Eppendorf" in het zuidoosten en zuiden aan "Lengefeld" en in het westen aan "Grünhainichen"
Naast het hoofddorp Borstendorf, ligt in het westen aan de oever van de "Flöha" het "Ortsteil Floßmühle". Deze nederzetting is ontstaan in de tijd dat er aan de "Flöha" aan aanlandingsplaats voor houtvlotten (Floß) is gebouwd en er een papierfabriek ontstond. Later werd er ook een grote molen voor het malen van granen opgezet, maar die is inmiddels buiten bedrijf.

## Geschiedenis
De naam Borstendorf is voor het eerst in het jaar 1378 bewezen en aanwijsbaar in een oorkonde vernoemd. Met de "Reformation" in 1539, werd Borstendorf een filiaalkerk van de "Parochie Waldkirchen". Rond 1573 begon men met de bouw van een aanlandingsplaats voor houtvlotten ("Floßplatz"), waarbij het gevelde hout stroomafwaarts verplaatst werd door middel van vlotten. De school wordt voor het eerst in 1617 vermeld. Aan het eind van de 17e eeuw profileert Borstendorf zich als centrum voor vioolbouw. In 1746 werd de eerste stenen brug met twee pijlers over de Flöha gebouwd en ontstond een vaste oeververbinding met Grünhainichen. In 1820 besloot de gemeenteraad een nieuwe kerk te bouwen. In 1848 wordt Borstendorf een filiaalkerk van de parochie Grünhainichen. In 1875 opent men het trein-traject Reizenhahn - Flöha. Borstendorf krijgt ook een station evenals de nederzetting bij de "Floßmühle". Op 13 juli 1893 werd een nieuwe school ingezegend. In 1897 werd de vrijwillige brandweer opgericht. In de jaren 1901 en 1902 werd speciaal voor de molens van de "Floßmühle" een elektriciteitscentrale op waterkracht in de rivier de "Flöha" gebouwd. In 1911 en 1912 werd Borstendorf aangesloten op het openbare elektriciteitsnet. In 1903 werd Borstendorf een zelfstandige parochie. In 1927 werd de nieuwgeboude waterleiding in gebruik genomen en dientengevolge werd in de jaren 1927 en 1928 een gemeentelijk openluchtzwembad gebouwd. Vanwege het overtal aan bedrijfjes en personen die zich bezighielden met de productie van schaakfiguren en schaakborden, werd in 1937 het onderricht in de schaaksport een verplicht vak op de school van Borstendorf. (In het gemeentewapen van Borstendorf is nog altijd een verwijzing naar dit schaakverleden zichtbaar).
In 1945 werd het grootste bedrijf van Borstendorf, de papierfabriek C,G,Schönherr, onteigend en in het kader van zogenoemd grootschalig onderhoud ("Reperaturleistung") volgde in praktische zin de ontmanteling van de papierfabriek, de waterkrachtcentrale en een houtzagerij. In 1959 werd een bioscoop geopend. Tijdens de Schaak-olympiade in 1960 in Leipzig, was het "Schaakdorp Borstendorf" met een eigen tentoonstelling vertegenwoordigd. In 1973 werd een sleeplift gebouwd vanwege de skisport op de gemeentelijke hellingen. In 1990 en 1991 werd een afvalwaterzuivering gebouwd. Vanwege een wettelijke herstructurering in het bestuurlijke gebied Chemnitz - Erzgebirge, werd Borstendorf in 2001 lid van het samenwerkingsverbond Wildenstein.
In 2006 stond de gemeenteraad eenduidig achter het plan om uit het samenwerkingverbond Wildenstein te stappen en aansluiting te zoeken bij de gemeente Leubsdorf. Door een uniek burgerinitiatief werden die plannen echter geheel teruggedraaid en bleef Borstendorf zelfstandig lid van het samenwerkingsverbond Wildenstein.

## Bekende inwoners
- Christian Friedrich Göthel (1804–1873), Orgelbouwer
- Ernst Georg August Baumgarten (1837–1884), 1866 houtvester, later uitvinder (stuurbare ballon, 12 Patenten)
- Herbert Ender (* 1901), "parlementslid" van de Reichstag voor de NSDAP
- Karlheinz Wagner, achtvoudig wereldkampioen Enduro
- Stefan Semmler (* 1952), viervoudig wereldkampioen roeien en tweemaal olympisch kampioen.

Amtsberg · Annaberg-Buchholz · Aue-Bad Schlema · Auerbach · Bärenstein · Bockau · Börnichen/Erzgeb. · Breitenbrunn/Erzgeb. · Burkhardtsdorf · Crottendorf · Deutschneudorf · Drebach · Ehrenfriedersdorf · Eibenstock · Elterlein · Gelenau/Erzgeb. · Geyer · Gornau · Gornsdorf · Großolbersdorf · Großrückerswalde · Grünhain-Beierfeld · Grünhainichen · Heidersdorf · Hohndorf · Jahnsdorf/Erzgeb. · Johanngeorgenstadt · Jöhstadt · Königswalde · Lauter-Bernsbach · Lößnitz · Lugau · Marienberg · Mildenau · Neukirchen/Erzgeb. · Niederdorf · Niederwürschnitz · Oberwiesenthal · Oelsnitz/Erzgeb. · Olbernhau · Pfaffroda · Pockau-Lengefeld · Raschau-Markersbach · Scheibenberg · Schlettau · Schneeberg · Schönheide · Schwarzenberg · Sehmatal · Seiffen/Erzgeb. · Stollberg/Erzgeb. · Stützengrün · Tannenberg · Thalheim · Thermalbad Wiesenbad · Thum · Wolkenstein · Zschopau · Zschorlau · Zwönitz